# فريدريك (داكوتا الجنوبية)
فريدريك (بالإنجليزية: Frederick, South Dakota)‏ هي بلدة تقع في مقاطعة براون، داكوتا الجنوبية بولاية داكوتا الجنوبية في الولايات المتحدة. تبلغ مساحتها 1.01 (كم²)، وترتفع عن سطح البحر 421 م، بلغ عدد سكانها 199 نسمة في عام 2010 حسب إحصاء مكتب تعداد الولايات المتحدة وتصل الكثافة السكانية فيها 197 نسمة/كم2.

## التركيبة السكانية
قام مكتب تعداد الولايات المتحدة بتحديد بيانات التركيبة السكانية لفريدريك في تعداد الولايات المتحدة. في ما يلي، التركيبة السكانية حسب تعدادي 2000 و2010.

### تعداد عام 2000
بلغ عدد سكان فريدريك 255 نسمة بحسب تعداد عام 2000، وبلغ عدد الأسر 119 أسرة وعدد العائلات 76 عائلة مقيمة في البلدة. في حين سجلت الكثافة السكانية 699.7 نسمة لكل ميل مربع (270.2/كم2). وبلغ عدد الوحدات السكنية 140 وحدة بمتوسط كثافة قدره 384.2 نسمة لكل ميل مربع (148.3/كم2).
وتوزع التركيب العرقي للبلدة بنسبة 97.65% من البيض و 1.18% من الأمريكيين الأصليين و 0.78% من عرقين مختلطين أو أكثر.
بلغ عدد الأسر 119 أسرة كانت نسبة 27.7% منها لديها أطفال تحت سن الثامنة عشر تعيش معهم، وبلغت نسبة الأزواج القاطنين مع بعضهم البعض 51.3% من أصل المجموع الكلي للأسر، ونسبة 8.4% من الأسر كان لديها معيلات من الإناث دون وجود شريك، وكانت نسبة 35.3% من غير العائلات. تألفت نسبة 33.6% من أصل جميع الأسر من أفراد ونسبة 19.3% كانوا يعيش معهم شخص وحيد يبلغ من العمر 65 عاماً فما فوق. وبلغ متوسط حجم الأسرة المعيشية 2.69، أما متوسط حجم العائلات فبلغ 2.14.
بلغ العمر الوسطي للسكان 42 عاماً. وكانت نسبة 22.7% من القاطنين تحت سن الثامنة عشر، وكانت نسبة 5.9% بين الثامنة عشر والأربعة وعشرون عاماً، ونسبة 23.9% كانت واقعةً في الفئة العمرية ما بين الخامسة والعشرون حتى والأربعة وأربعون عاماً، ونسبة 25.1% كانت ما بين الخامسة والأربعون حتى الرابعة والستون، ونسبة 22.4% كانت ضمن فئة الخامسة والستون عاماً فما فوق. يوجد لكل 100 أنثى 91.7 ذكر، ويوجد لكل 100 أنثى في الثامنة عشر من عمرها فما فوق 95.0 ذكر.
بلغ متوسط دخل الأسرة في البلدة 31,500 دولار، أما متوسط دخل العائلة فبلغ 34,688 دولار. وكان متوسط دخل الذكور 25,288 دولار مقابل 18,214 دولار للإناث. وسجل دخل الفرد الخاص بالبلدة 13,881 دولار. وكانت نسبة 11.1% من العائلات ونسبة 11.4% من السكان تحت خط الفقر، وكان من هؤلاء نسبة 13.4% تحت سن الثامنة عشر ونسبة 18.8% في الخامسة والستين من العمر وما فوق.

### تعداد عام 2010
بلغ عدد سكان فريدريك 199 نسمة بحسب تعداد عام 2010، وبلغ عدد الأسر 101 أسرة وعدد العائلات 56 عائلة مقيمة في البلدة. في حين سجلت الكثافة السكانية 510.3 نسمة لكل ميل مربع (197.0/كم2). وبلغ عدد الوحدات السكنية 119 وحدة بمتوسط كثافة قدره 305.1 لكل ميل مربع (117.8/كم2).
وتوزع التركيب العرقي للبلدة بنسبة 98.5% من البيض و 0.5% من الأمريكيين ذوي الأصول الآسيوية و 1.0% من عرقين مختلطين أو أكثر.
بلغ عدد الأسر 101 أسرة كانت نسبة 22.8% منها لديها أطفال تحت سن الثامنة عشر تعيش معهم، وبلغت نسبة الأزواج القاطنين مع بعضهم البعض 47.5% من أصل المجموع الكلي للأسر، ونسبة 2.0% من الأسر كان لديها معيلات من الإناث دون وجود شريك، بينما كانت نسبة 5.9% من الأسر لديها معيلون من الذكور دون وجود شريكة وكانت نسبة 44.6% من غير العائلات. تألفت نسبة 41.6% من أصل جميع الأسر من أفراد ونسبة 18.8% كانوا يعيش معهم شخص وحيد يبلغ من العمر 65 عاماً فما فوق. وبلغ متوسط حجم الأسرة المعيشية 2.66، أما متوسط حجم العائلات فبلغ 1.97.
بلغ العمر الوسطي للسكان 51.4 عاماً. وكانت نسبة 19.6% من القاطنين تحت سن الثامنة عشر، وكانت نسبة 2.4% بين الثامنة عشر والأربعة وعشرون عاماً، ونسبة 21.5% كانت واقعةً في الفئة العمرية ما بين الخامسة والعشرون حتى والأربعة وأربعون عاماً، ونسبة 29.1% كانت ما بين الخامسة والأربعون حتى الرابعة والستون، ونسبة 27.1% كانت ضمن فئة الخامسة والستون عاماً فما فوق. وتوزع التركيب الجنسي للسكان بنسبة 55.3% ذكور و44.7% إناث.

## وصلات خارجية
- The US50 - Cities and Towns in South Dakota State
- South Dakota Cities and Towns, Facts, Map, Flag, Colleges, Government, and More